# Roelof van Laar
Roelof Peter van Laar (Berkel en Rodenrijs, 19 mei 1981) is een Nederlands voormalig politicus namens de PvdA.
Van Laar doorliep het Maaswaal College in Wijchen en studeerde politicologie aan de Rijksuniversiteit Leiden. Hij volgt een MBA aan de Webster University. Hij was actief in Vereniging 31 en de studentenpolitiek. Tevens was hij actief in de lokale politiek en was in twee perioden gemeenteraadslid. Van Laar was medeoprichter van de stichting Stop Kindermisbruik, waarvan hij van 2008 tot begin 2013 directeur was.
Van Laar werd benoemd als lid van de Tweede Kamer in een tijdelijke vacature van 14 mei tot en met 2 september 2013, als vervanger van Lea Bouwmeester die met tijdelijk verlof ging wegens zwangerschap. Aansluitend volgde hij op 3 september 2013 Myrthe Hilkens op, die de Kamer op 28 augustus 2013 had verlaten. Bij de Tweede Kamerverkiezingen van 2017 werd hij niet herkozen. Hij schreef aansluitend een boek, Eerlijk duurde niet zo lang : achter de schermen van de Tweede Kamer.
Bij de gemeenteraadsverkiezingen van maart 2022 was Van Laar kandidaat-raadslid voor de lokale PvdA fractie in de gemeente Haarlemmermeer. Hij stond derde op de kieslijst. De afdeling haalde drie zetels bij deze verkiezingen, maar van Laar werd ingehaald door de vierde kandidaat Kim Denie op de lijst die meer voorkeursstemmen verkreeg en zo omhoog schoof ten koste van Van Laar. Hij werd op 31 maart 2022 geïnstalleerd in de raad van Haarlemmermeer als fractie-assistent namens de PvdA. In deze rol mag hij de fractie bij sessies ondersteunen en het woord voeren, behalve bij raadsdebatten. Ook heeft hij geen stemrecht in de raad. Op 24 november 2022 werd hij beëdigd als raadslid in Haarlemmermeer vanwege zwangerschapsverlof van PvdA raadslid Rashanna Hussain. Na haar terugkomst op 16 maart 2023 eindigde zijn raadslidmaatschap en keerde hij in de raad terug als fractieassistent. Hij keerde op 7 september 2022 terug als raadslid in de gemeenteraad van Haarlemmermeer, wederom als tijdelijk raadslid en wederom ter vervanging van Hussain die vanwege langdurige ziekte niet haar taken kon vervullen. Hussain keerde 11 januari 2024 terug als raadslid. Van Laar maakte eerder bekend niet terug te keren als commissielid wanneer zijn tijdelijke raadslidmaatschap verliep en verliet daarmee de gemeenteraad.
- Gemeinsame Normdatei: 1192930746
- International Standard Name Identifier: 0000 0004 2325 7335
- Nederlandse Thesaurus van Auteursnamen: 369241134
- Parlement.com: vj7kf3oeg0wl
- Virtual International Authority File: 305831305
- WorldCat: E39PBJvRRxpf6YRW9cKdY897HC